# Mila (azienda)
La Mila - Latte Montagna Alto Adige Soc. Agr. Coop. (in tedesco Mila - Bergmilch Südtirol Gen.u.landw.Ges.), più comunemente nota come Mila, è un'azienda latticino-casearia italiana con sede a Bolzano, specializzata nella produzione di latte e prodotti derivati.
Fondata nel 1962, la cooperativa produce prodotti caseari nelle sue sedi di Bolzano e Brunico.
Oltre al marchio "Mila" raggruppa anche il marchio "Latteria Brunico" e altri.

## Storia

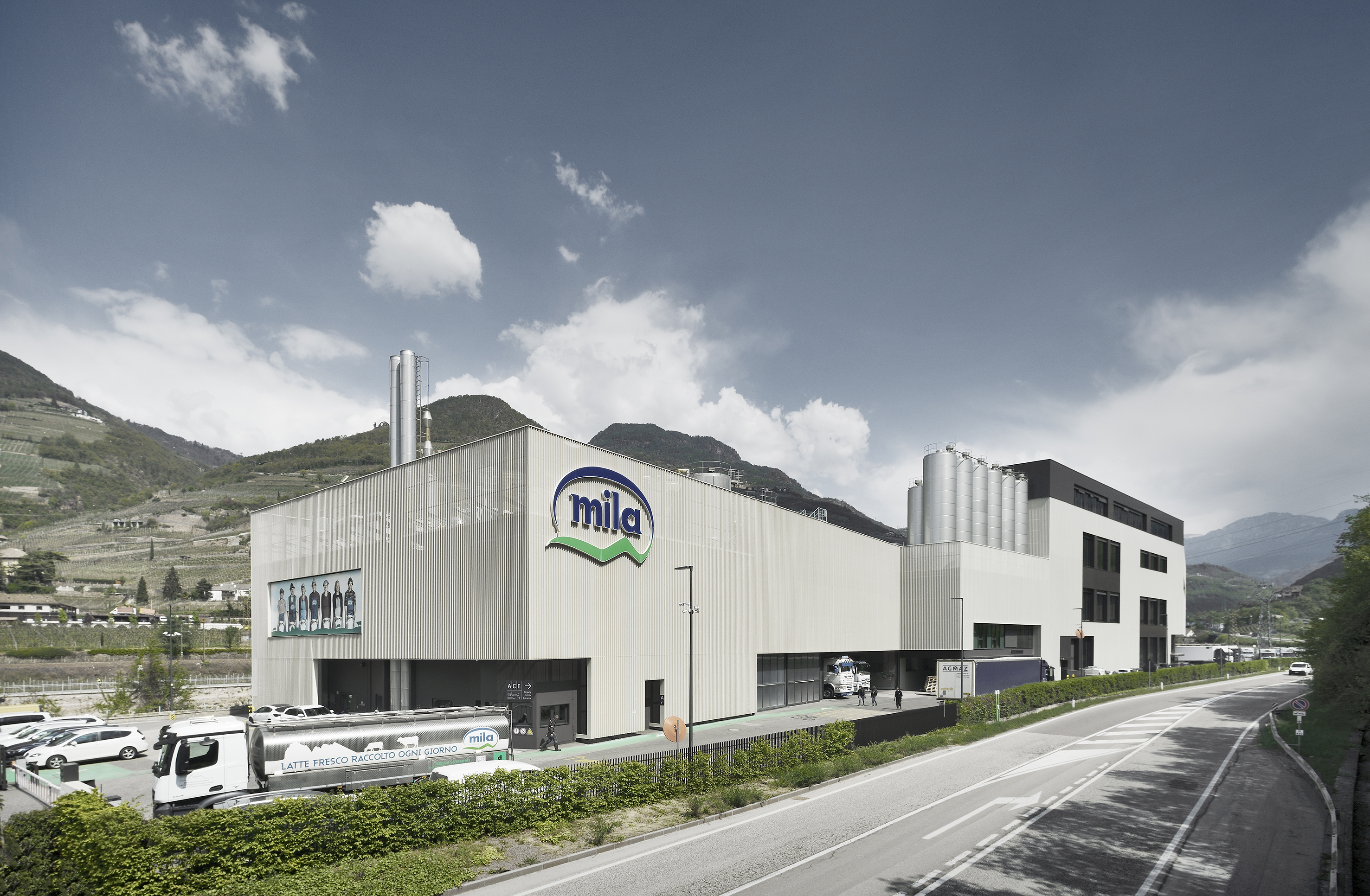
Lo stabilimento di Bolzano

Nel 1962, dieci rappresentanti delle varie latterie della Val Venosta fondano le Latterie unite della Val Venosta (VSV). Dopo un anno, la cooperativa aveva 30 soci. Nel 1963 fu introdotto anche il nome "Mila", una denominazione nata dalle lettere iniziali di Milch e latte.
Nel 1974 iniziò la costruzione dello stabilimento Mila a Bolzano-Campiglio, e tre anni dopo fu realizzato il primo yogurt Mila che si aggiungeva alla produzione di latte fresco, panna fresca, burro e ricotta.
Nel 1997, con la fusione di più consorzi nel “Milkon Alto Adige” furono gettate le basi per l’azienda attuale Latte Montagna Alto Adige. La cooperativa di secondo grado era costituita da tre cooperative di base:
- Mila Soc. Agr. Coop.

- Centro Latte Brunico Soc. Agr. Coop. (Senni)

- Latteria Burgusio

Infine, nel 2013, con la fusione delle cooperative di base Mila e Centro Latte Brunico (Senni) è nata la cooperativa Latte Montagna Alto Adige.

## Prodotti
Latte Montagna Alto Adige crea prodotti lattiero-caseari, come latte fresco, yogurt, panna, burro, SKYR, mascarpone e formaggio, alcuni dei quali sono presenti anche nella gamma di prodotti “senza lattosio”.
Fra le produzioni con qualità certificata europea, Mila produce e commercializza il formaggio Stelvio DOP e prodotti a base di Latte fieno STG.

## Gruppo Latte Montagna Alto Adige
Anche la Südtirol Milch Srl appartiene al gruppo Latte Montagna Alto Adige. La cooperativa è anche azionista di:
- Gastrofresh (fornitore di prodotti freschi)

- Consorzio Formaggio Stelvio